# Млечике (породица)
Млечике (лат. Euphorbiaceae) су велика биљна породица дикотиледоних скривеносеменица, која обухвата 6.547 (по некима 7.200) признатих врста из 228 родова. Породица је именована по типском роду Euphorbia) који обухвата чак 2.046 признатих врста.
Изузев поларних и високопланинских подручја, млечике су распрострањене широм света, а особито у суптропској и тропској вегетацијској зони, где многе од њих наличе кактусе, али то нису, и од којих се разликују по по млечном соку, којега нема у кактусима. Многе врсте су лековите и отровне, а неке служе и у исхрани, као што је јужноамеричка маниока. Од млечика се такође добијају уље, смола и каучук, а гаје се и као украсне биљке.
У Балканској флори присутни су представници родова: Euphorbia, Mercurialis, Andrachne и Chrozophora.

## Опис
Млечике могу бити зељасте биљке, грмови и дрвеће са млечним соком, понекад меснате и кактусолике. Често се наводи као случај конвергентне еволуције са кактусима. Већина садржи отровне супстанце против биљоједа.
Стабљика је у облику велике розета или као дрво, грм или полугрм. У сувим подручјима многе су велике, ксероморфне, влакнасте или сочне. Све у свему, сочне врсте су из Африке, Америке (врло мало) и Мадагаскара. |У Америци, њихову нишу као сукулената заузимају кактуси. Група је врло разнолика и често су збуњујуће њихове групе врста са другим групама. Листови су обично једноставни, супротни или наизменични, са споредни листићима (залисцима) који се могу претворити у трнове или жлезде.
Мљечике обично имају цветне структуре под називом цијате, које су високо специјализоване; то је мала стакласта структура, која се састоји од иволокрума, са различитим жлездама на рубу, у оквиру којих постоје бројне сведена на цвјетну чашицу (звану стаминат) која окружује један централни цвет са тучком. Ове цвасtи су обично протогине, са унакрсним опрашивањем, које  углавном обављају муве и друге врсте двокрилаца, који су привучени обилним лучењем жлезда. Цветови Euphorbiaceae су једнополни, углавном удружени у састављене цвасти.
Мали цветови показују тенденцију смањења броја делова. Нехермафродитски су ацтиноморфни. Већина врста са примитивним цветовима има чашицу и круницу, а двополним недостаје цветни омотач. Број прашника може бити варијабилан, али и редукован на само један (код поменутог „стаминатног цвета”), а понекад су и разгранати, до девет пута. Код примитивнијих врста, плодница је надрасла, плурикарпална (са више плодних листића), трицарпална, па чак и монокарпална, а вратови тучка могу бити разгранати. Цвасти су комплекне циме или цијатног типа, карактеристични за млечике и сродне родове. Cyathia umbeliformes формира  композитне цвасти.
Плодови су обично капсуле, чија су обележја важни систематски карактери. Након оплодње, врат тучка се помера према горе и ван.

## Систематика

### Родови
Фамилија Euphorbiaceae је пета по величини породица цветних биљака и има око 7.500 врста организованих у 300 родова, 37 племена и три подфамилије.

## Рањивост и претпостављено изумирање
Неке врсте су, упркос својим лековитим благодатима, суочене са ризиком од изумирања. Тиме су обухваћене Euphorbia врсте E.&nbsp;appariciana, E.&nbsp;attastoma, E.&nbsp;crossadenia, и .

## Галерија
- Tribus Acalypheae, subtribus Acalyphinae: Acalypha hispida
- Tribus Acalypheae, subtribus Macaranginae: Macaranga peltata
- Tribus Acalypheae,  subtribus Macaranginae: Macaranga tanarius
- Tribus Acalypheae, subtribus Mercurialinae: Mercurialis perennis
- Tribus Acalypheae, subtribus Ricininae: Wunderbaum (Ricinus communis)
- Tribus Acalypheae, suptribus Rottlerinae: Mallotus philippinensis
- Tribus Adelieae: Leucocroton havanensis
- Tribus Chrozophoreae: Chrozophora tinctoria
- Tribus Ampereae: Monotaxis grandiflora
- Tribus Epiprineae: Epiprinus mallotiformis
- Tribus Euphorbieae: Euphorbia cyparissias
- Tribus Omphaleae: Ilustracija  Omphalea triandra
- Tribus Plukenetieae: Dalechampia spathulata